# Nharea
Nharea, também grafada como Nharêa, é uma cidade e município da província do Bié, em Angola.
Tem 7 560 km² e cerca de 43 mil habitantes. É limitado a Norte e a Este pelo município de Luquembo, a Sul pelos municípios de Camacupa, Catabola e Cunhinga, e a Oeste pelo município do Andulo.
O município é constituído pela comuna-sede, correspondente à cidade de Nharea, e pelas comunas de Gamba, Lúbia, Caiei e Dando.